# 出雲荘
出雲荘（いずものしょう）は、大和国城上郡（現在の奈良県桜井市）にあった荘園。

## 経歴
興福寺の雑役免荘として延久2年（1070年）の坪付帳に登場するのが初出で、21町3反半（不輸田畠4町・公田畠17町3反半）から成り立っていた。
荘田は散在形式であったが、規模の拡張とともにしだいにまとまりを見せるようになり、文治2年（1186年）の坪付帳では32町2段180歩に広がって4か所に固まっている。更に一色田であった間田（名田以外の田畠、原則的には荘園領主の直轄地となる）11町2反280歩を編入し、総面積が43町5反にまで広がったことが知られている。
荘田は、2町から1町半のほぼ均等に分けられた16名（みょう）からなる名田部分と佃や給田などからなる除田部分と荘民などへの請作に出されていた間田部分に分かれ（均等名荘園）、荘民は反別6斗の年貢とその他の公事を納めていた。現地の荘官として預所・下司・公文・職事が置かれていたが、室町期以後は興福寺でも大乗院の影響が強まり、その意向を受けた春日社神人（興福寺の衆徒に対して、春日社の「国民」と称される）がこれらの地位に就いた。